# Fabianie
Fabianie lub Towarzystwo Fabiańskie (ang. The Fabian Society) – angielskie stowarzyszenie reformistyczne, mające na celu przekształcenie ustroju kapitalistycznego w socjalistyczny.  Obecni członkowie w poglądach są zgodni z Partią Pracy.

## Historia
Towarzystwo Fabiańskie zostało założone w 1884 w Londynie przez Sidneya Webba, Beatrice Webb oraz George’a Bernarda Shawa. Podobne towarzystwa założono też w Australii i Nowej Zelandii.

## Działalność
Ruch fabian jest też określany jako „gradualizm”, gdyż jego przedstawiciele opowiadali się za stopniowym reformowaniem kapitalizmu, aby wyeliminować panującą ich zdaniem niesprawiedliwość społeczną i stworzyć nowy system. Odrzucili tezę Karola Marksa i Fryderyka Engelsa, że przejście od kapitalizmu do socjalizmu dokona się gwałtownie, przez rewolucję proletariacką, i przekonywali, że „prawdziwa rewolucja” polega na reformowaniu kapitalizmu, na dokonywaniu powolnych, stopniowych i ciągłych zmian bez naruszania podstaw systemu – demokracji, wolności i własności prywatnej. Fabianie nie sprecyzowali jednak daty powstania nowego systemu. Uznali, że państwo jest reprezentantem interesów ogółu i postulowali ingerencję państwa w sferę społeczną i gospodarczą. Sugerowali, aby państwo zainicjowało reformowanie stosunków społecznych, wprowadzając nowoczesne ustawodawstwo socjalne oraz prawo pracy. Domagali się też przejęcia przez państwo przedsiębiorstw użyteczności publicznej, a w terenie – przez władze municypalne. Następstwem przeprowadzonych zmian miała być według nich poprawa statusu materialnego robotników.

## Pochodzenie nazwy
Nazwę towarzystwo wzięło od nazwiska rzymskiego dyktatora Fabiusa Cunctatora, żyjącego w III wieku p.n.e., który w walce z wojskami Hannibala przyjął strategię nękania i osłabiania przeciwnika, unikając bezpośredniego starcia.